# 重庆市奥林匹克体育中心
重庆市奥林匹克体育中心是一个位于重庆市高新区的大型城市基础设施项目，由竞技区、体育产业区、体育教学区、体育公园区、商贸开发区和住宅区构成，位于高新区石桥乡，占地1350亩，其中竞技区包括中心体育场、综合体育馆、游泳跳水馆、小球馆、大球训练房和重竞技训练房等。主办2016-2017年中国足球协会超级杯。

## 历史
中心体育场主要承办足球比赛，能容纳58,680名观众，于2004年建成。中心体育场是2004年亚洲杯D组和一场1/4决赛的比赛场馆。中心体育场是重庆力帆足球俱乐部的主场。